# Camp des Louvières
Le Camp des Louvières est une enceinte protohistorique situé à Vitry-en-Perthois, en France. Elle fait environ 550m de longueur et 200m de largeur.
Une description plus détaillée en est faite dans les Mémoires de la Société d'agriculture, commerce, sciences et arts du département de la Marne du 24 août 1859.

## Localisation
Le Camp est situé sur la commune de Vitry-en-Perthois, dans le département français de la Marne, au sud de la commune de Couvrot et au nord de celle de Vitry-le-François. Il surplombe sur un plateau à 125m la Marne et la Saulx, ainsi que le Canal latéral à la Marne.

## Historique
L'édifice a été inscrit au titre des monuments historiques en 1991.

## Galerie

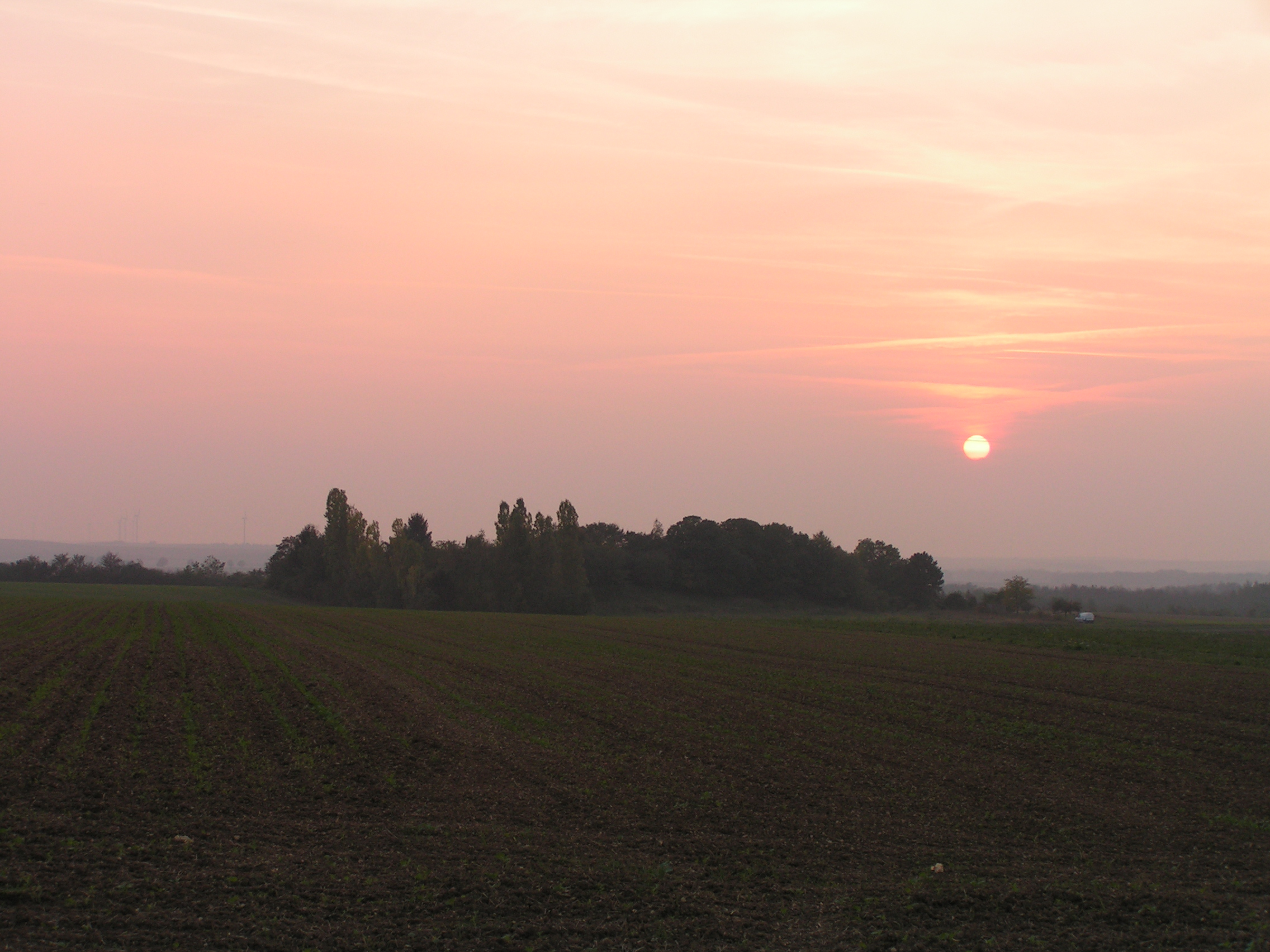
Partie nord du site.
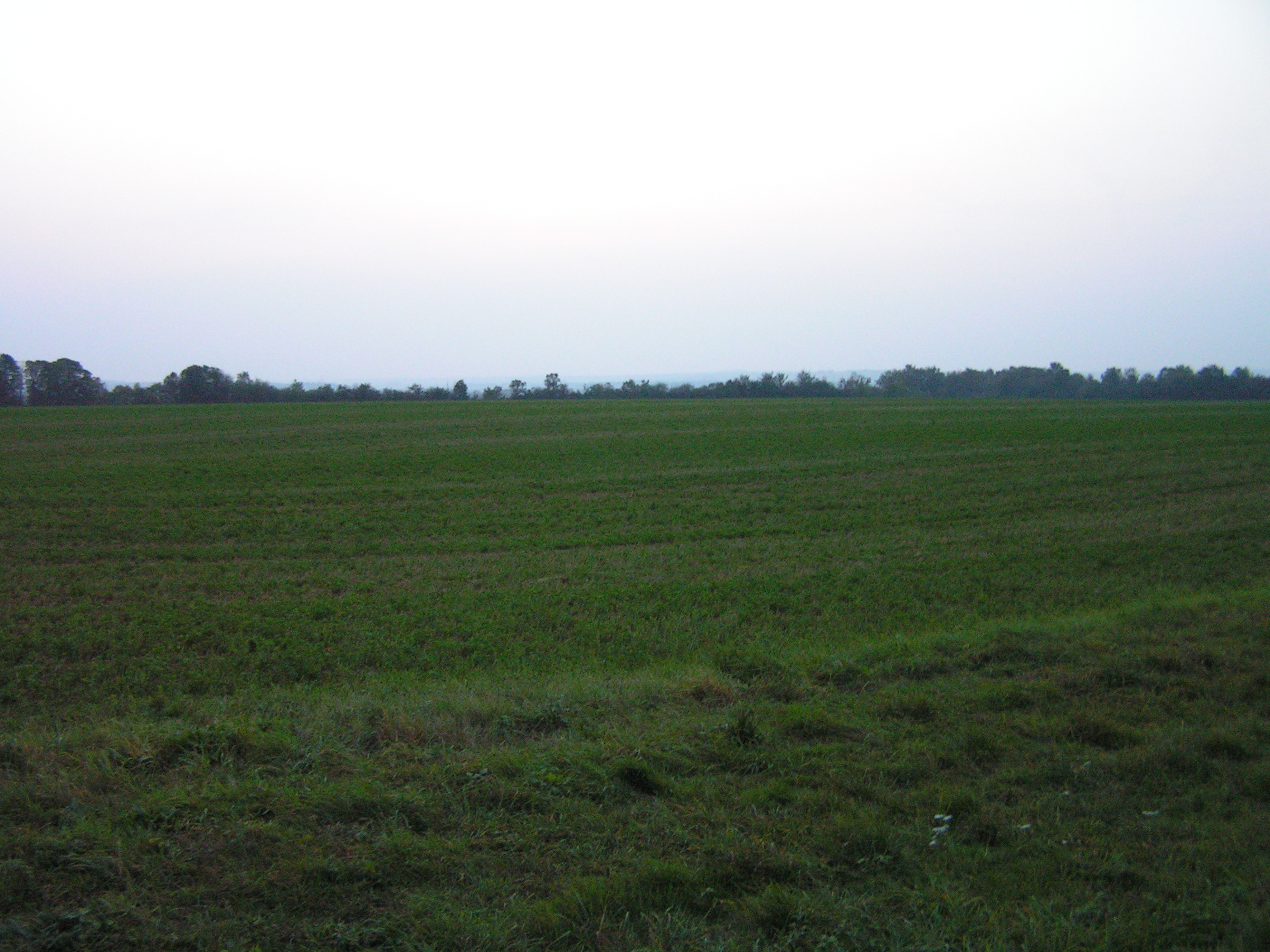
Partie centrale du site.